# 感恩節大餐

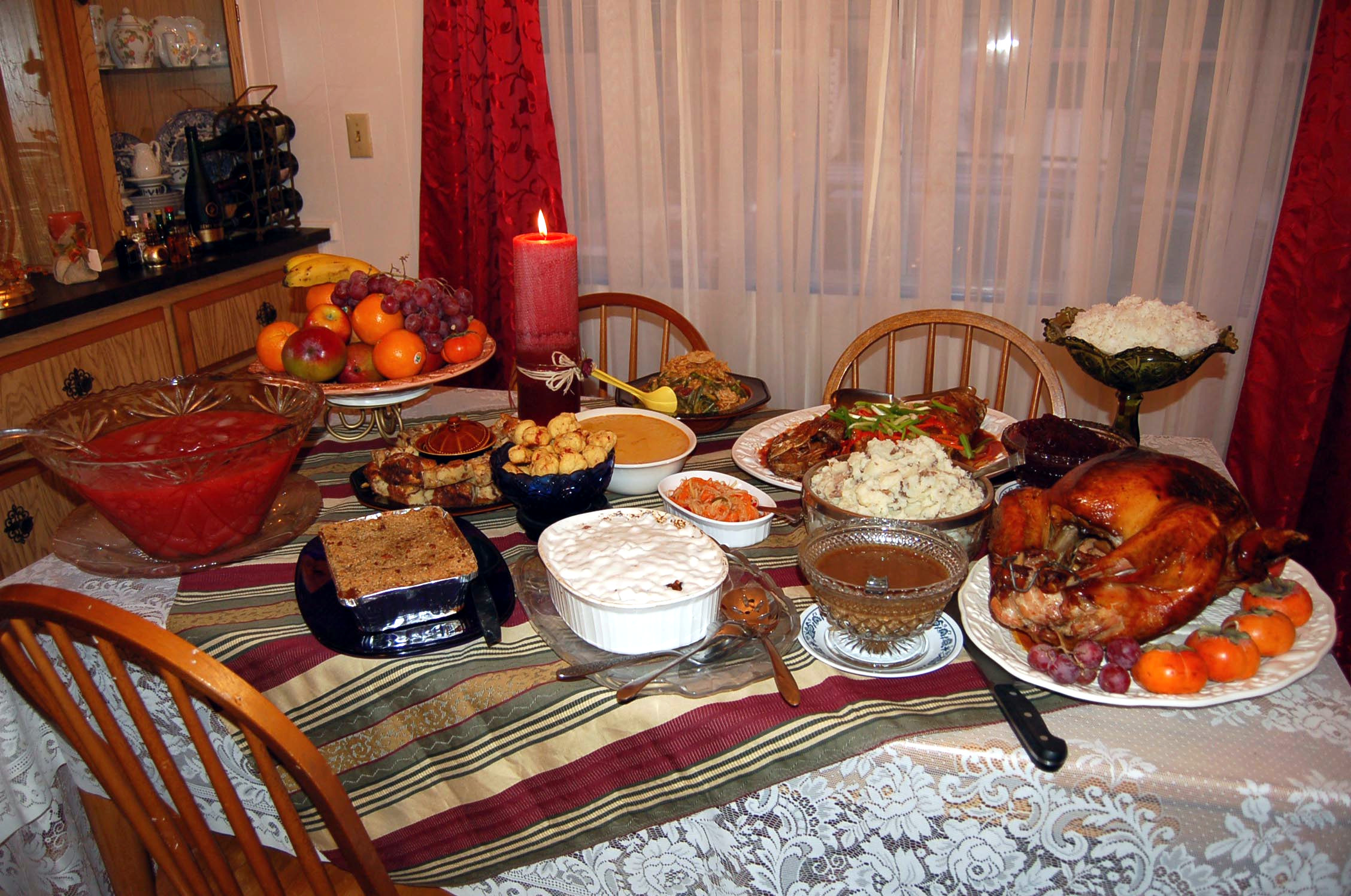
（近似傳統的）感恩節大餐

感恩节大餐是美國和加拿大家庭中感恩節的一項活動。感恩節的重頭戲就是一頓以巨大烤火雞為主菜的大餐。由于最初是美國原住民把食物送給清教徒，美國傳統的感恩節菜餚大多是由新世界的原生食材做成。

## 以往的菜單

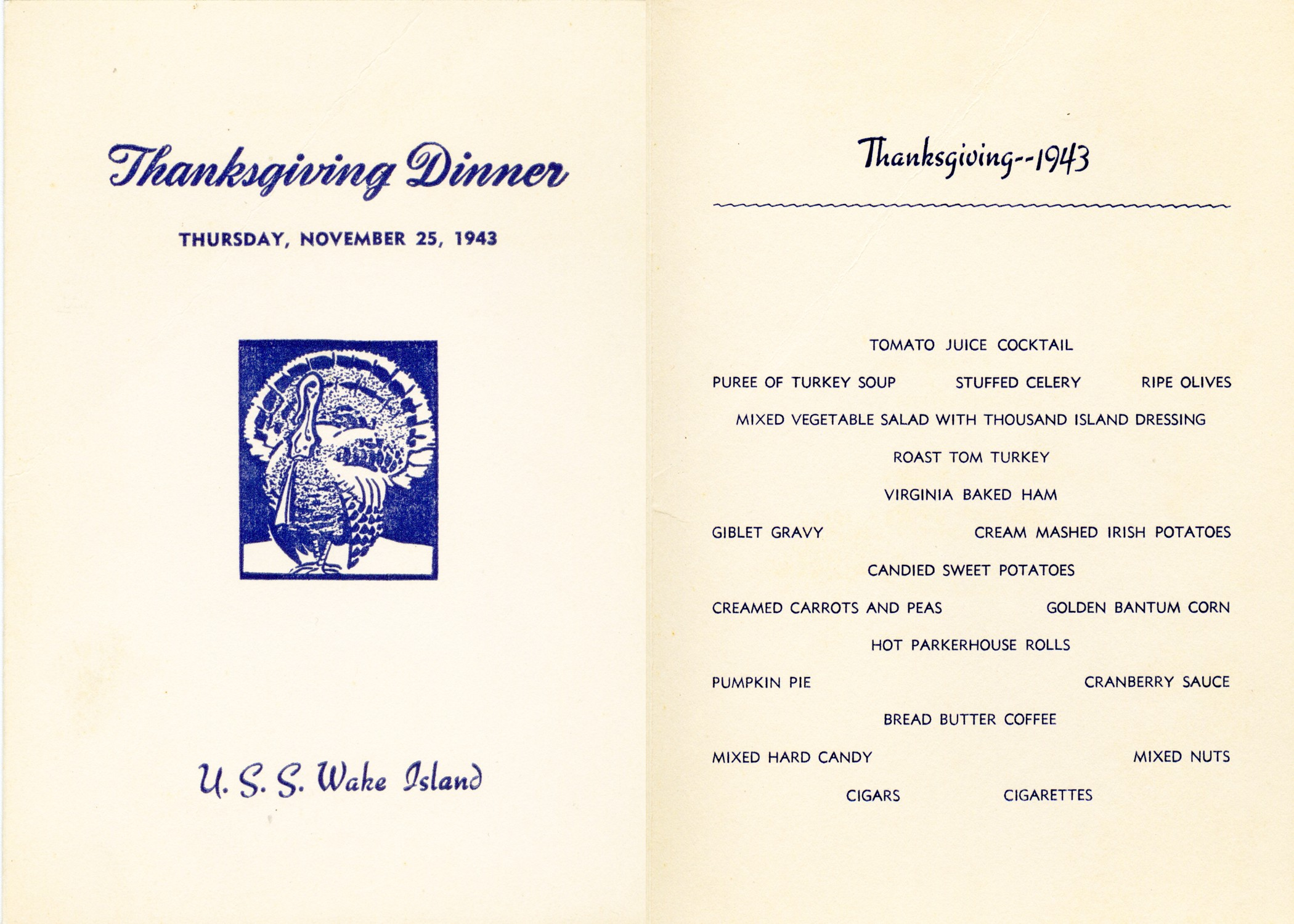
1943年的感恩節大餐菜單，取自USS Wake Island (CVE-65)

1621年「第一個感恩節」，清教徒與萬帕諾亞格人在普利茅斯殖民地一起享用的大餐內容包括：水鳥、鹿肉、魚、龍蝦、蛤蠣、莓果、水果、南瓜和其它瓜類。威廉‧布萊福（William Bradford）記載：「除了水鳥，他們還帶了很多野火雞。」 上述很多食物（顯然除了海鮮類），從此都變成現代感恩節大餐不可或缺的一部分。早期法裔加拿大人的饗宴（Order of Good Cheer）也是現代感恩節的前身，他們會舉辦家常餐會，以剛捕獲的水鳥、野味和魚入菜，法裔加拿大人與當地原住民一起打獵、共享。
早在1863年林肯結束南北戰爭之前，美國的感恩節就食用火雞。亞歷山大·漢密爾頓曾宣告「美國國民在感恩節時食用火雞應有節制」。雖然很多開國元老（特別是本傑明‧富蘭克林）認為野火雞是美國代表性標誌，但1800年以後，火雞才成為感恩節活動常見的菜餚。到了1857年，火雞已成為新英格蘭地區大餐的傳統菜色。
平民保育團（Civilian Conservation Corps）在1935年的感恩節大餐包括：醃黃瓜、綠橄欖、芹菜、烤火雞、燉牡蠣、蔓越莓醬、雜碎肉汁、填料（dressing）、奶油蘆筍尖、馬鈴薯、烤胡蘿蔔、熱麵包、水果沙拉、絞肉餡餅、水果蛋糕糖果、葡萄、蘋果、蛤蠣、魚和許多其它作物。法式滴濾咖啡雪茄和香菸。
1887年由 Mrs. F.L. Gillette等人所著的《White House Cook Book》記載了以下菜單：開殼牡蠣、奶油雞湯、炸魚、塔塔醬、烤火雞、蔓越莓醬、馬鈴薯泥、烤南瓜、煮洋蔥、油炸歐防風、橄欖、雞肉沙拉、鹿肉糕點、南瓜派、餡餅、夏洛蒂蛋糕、杏仁冰淇淋、檸檬果凍、山核桃蛋糕、起司、水果與咖啡。

## 火雞

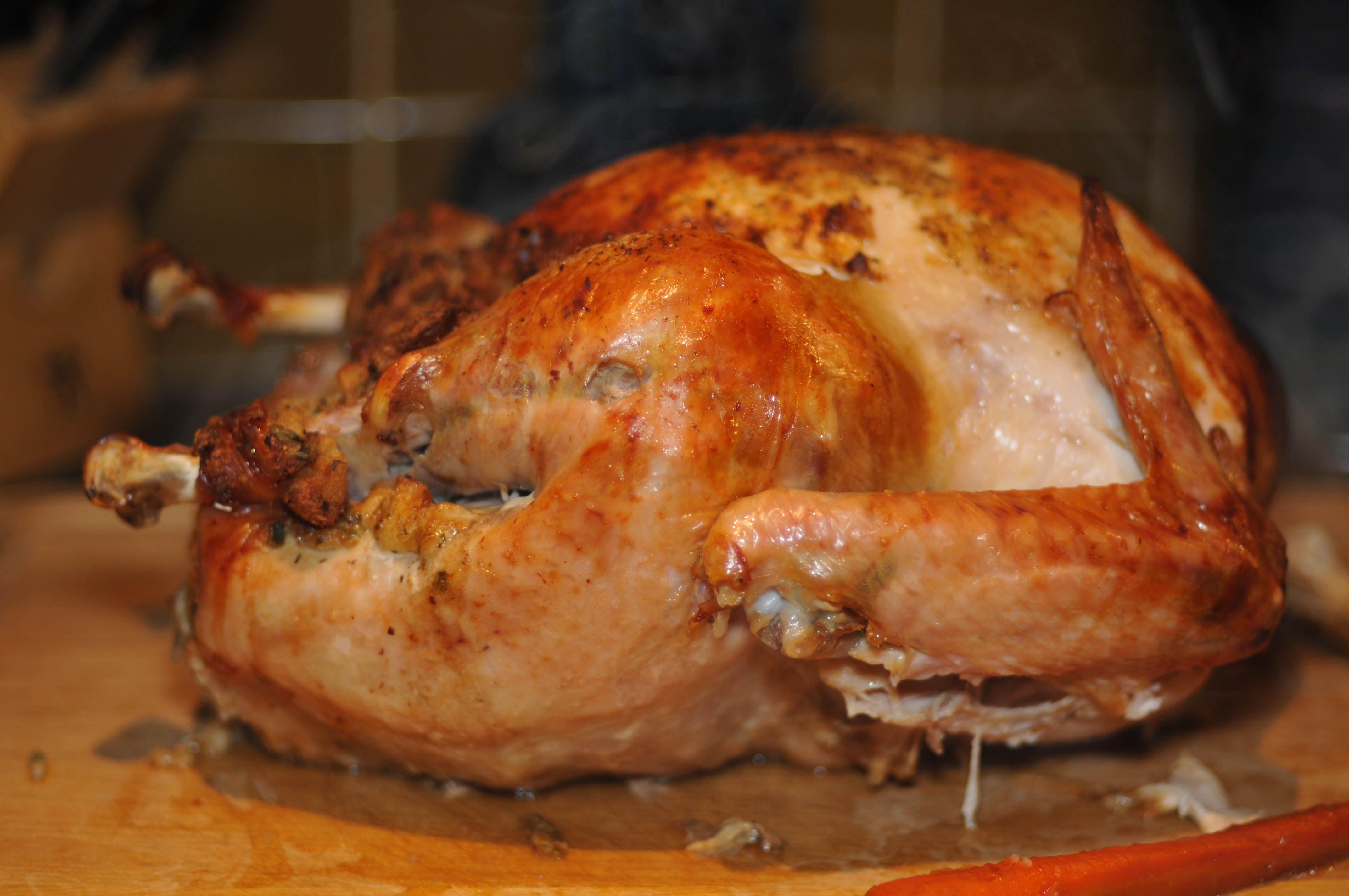
烤箱烘烤的火雞

火雞是感恩節大餐最常見的主菜，有時會將感恩節俗稱為「火雞節」。2006年美國火雞飼養量預計可達兩億七千萬隻火雞，以製成五百萬磅，價值約八十億美元的火雞肉。在感恩節至耶誕節期間，佔所有火雞消費量的三分之一，人均消費量約18磅（8.2公斤）。 寬胸白火雞是特別適合感恩節這類大餐的品種；體型大（重量可超過40磅）肉又多，雖然必需人工育種，也有因過胖而造成的健康問題，卻很適合用於烹調大餐。
大部分感恩節火雞都會填塞麵包混合物才烘烤。傳統填料裡會添加鼠尾草（也稱dressing，不填塞至火雞中），還會加切碎的芹菜、胡蘿蔔和洋蔥。也可以添加其它材料：切碎的栗子或其它堅果、碎香腸或培根、蔓越莓、葡萄乾或蘋果。油炸火雞由於烹調時間短，有越來越受歡迎的趨勢，但烹調過程有安全上的風險。
感恩節食用火雞的習俗已經深刻地成為美國文化的一部分，自1947開始，全美火雞聯盟（National Turkey Federation）每年在感恩節前都會提供一隻活火雞給美國總統。起初那些火雞都被宰來當作總統的感恩節大餐；從1989年開始，火雞則被用來進行「赦免」活動，牠們在一陣嘹亮樂聲中被放生到公園裡，度過短暫的餘生。

## 火雞替代品
除了火雞，其它食物有時也會作為感恩節大餐的主餐。在很多比較沒那麼傳統的家庭，火腿通常會跟火雞一起上桌。在此之前，鵝和鴨是歐洲耶誕大餐的傳統主菜，因此有時候會在感恩節時取代火雞。有時也會使用當地禽鳥；例如在《Texas Monthly 》雜誌裡有篇文章建議用鵪鶉當德州感恩節大餐的主菜。約翰·麥登於1981至2001年間， 國家美式足球聯盟感恩節大賽的電視節目中，不時顯露他對火雞鴨的熱愛，這道菜是去骨的火雞塞入鴨和雞再一起煮熟。 美國西岸有少數地區會以首長黃道蟹（Dungeness crab）作為替代主菜，因為牠的產季在十一月初。感恩節剛好在東北美的獵鹿季期間，是當地居民用鹿肉做感恩節主菜的誘因。有時候會用其它禽類取代火雞肉；例如：鵝或鴨。素食者可以用豆腐、麥或扁豆製品取代肉類；或者以填餡南瓜作為素食主菜。阿拉斯加村落有時則會吃鯨魚肉。愛爾蘭移民會把牛肋排當主菜，因為牛肉在愛爾蘭曾經很稀有，很多家庭會為了準備這道菜而存錢，以強調繁榮的成果和新希望。
在美國，移民們也為感恩節帶來全球化衝擊。同樣的感恩節食材，以各自的風味和烹調技巧轉化成各式菜餚。也有人會在賓客人數很多、口味不同又要考量財務的情況下，烹煮多種菜餚。

## 配菜

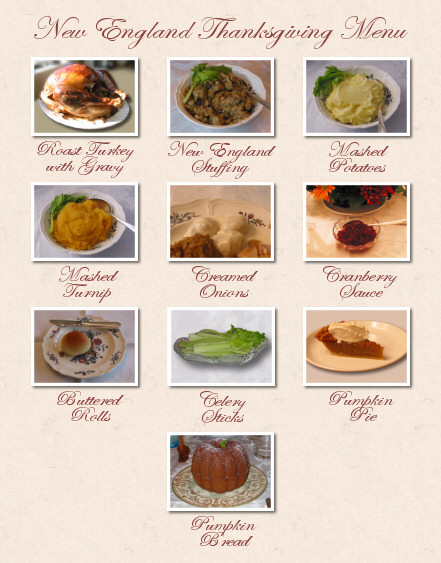
新英格蘭的感恩節餐點

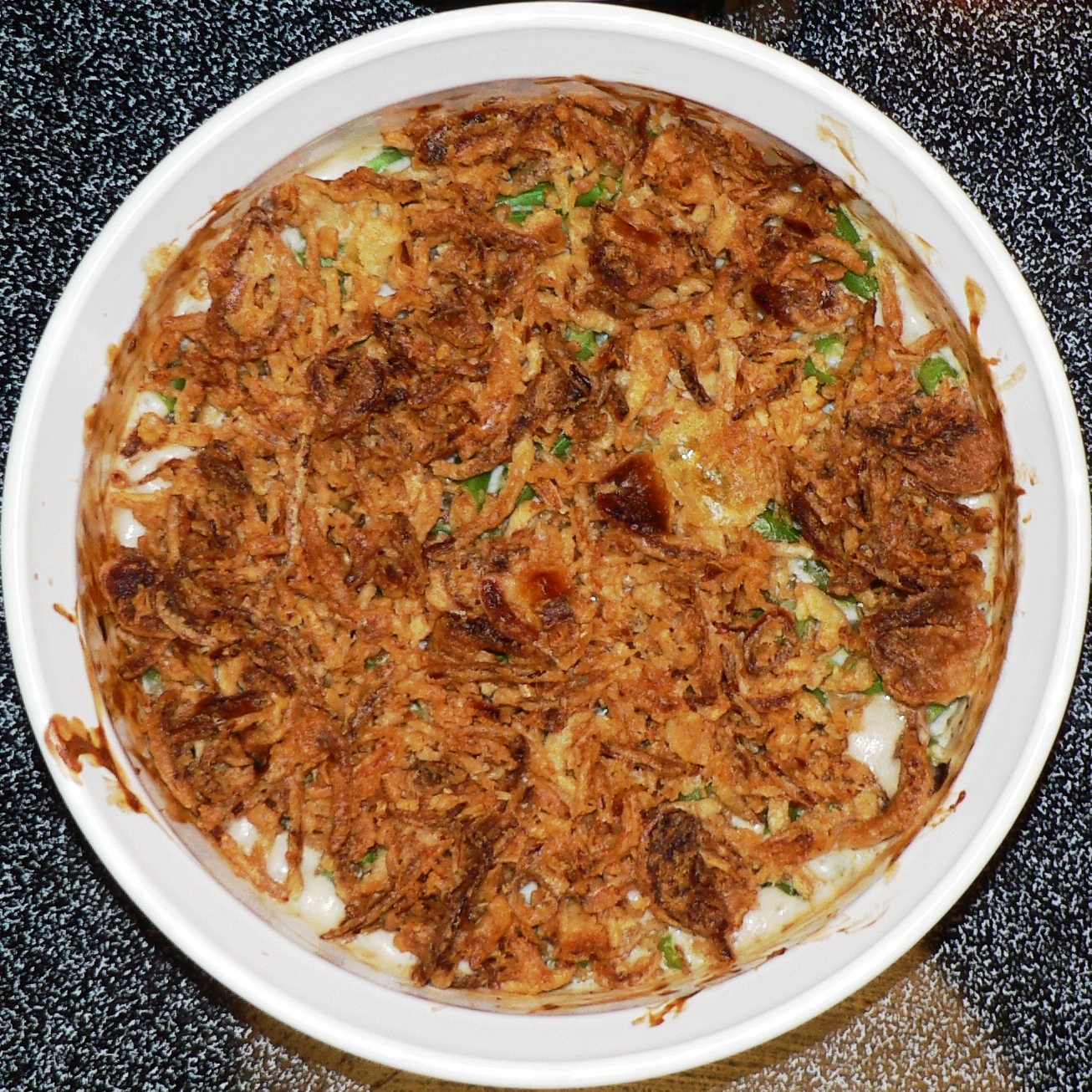
四季豆砂鍋菜

主菜通常搭配很多配菜，但由於食物量太多，有時候會在中午或下午就開始吃感恩節大餐，可能前一天或天剛亮就開始烹調大餐。大餐之後留下豐富的剩菜也很常見。
傳統感恩節食物有時候是特別為這天準備的，雖然有些食物在沒那麼正式的聚餐也會吃，但這頓大餐通常含有儀式或傳統的成分。很多美國人認為沒有蔓越莓醬、起司通心麵、填料、馬鈴薯泥和肉汁就不算感恩節大餐。其他常見菜餚有：冬南瓜和番薯，後者常以紅糖、糖蜜或棉花糖增加甜味。新鮮罐裝或冷凍玉米很受歡迎，四季豆通常會出現在四季豆砂鍋菜裡，也是常見菜餚。西岸常用新鮮沙拉當配菜。麵包或玉米麵包常見於南方和部分新英格蘭地區。各式派類都可以作為甜點，特別是南瓜派，也有蘋果派、絞肉派、番薯派和胡桃派等等。
搭配火雞的傳統填料的內容也會有區域差異。傳統填料有麵包塊、鼠尾草、洋蔥和芹菜。南方人一般都用玉米麵包做填料，其它地區則用白麵包、全麥或裸麥麵包。下列食材都可以加入填料：牡蠣、蘋果、核桃、葡萄乾、香腸或火雞內臟。
其它菜餚也反映出受邀用餐者的地理或文化背景。例如：在中大西洋地區會有德國酸菜（特別是巴爾的摩）；很多非裔美國人和南方人會烤起司通心麵和羽衣甘藍，搭配豬小腸和番薯派；義大利裔美國人吃千層麵；阿什肯納茲猶太人會吃一種叫做kugel的猶太布丁。其它猶太人則食用一些與光明節有關的食物，如：馬鈴薯餅（latkes）或一種果醬甜甜圈（sufganiyah）；這兩個節日通常很接近，幾乎不會在同一天。 也有墨西哥裔美國人會用巧克力辣椒醬（mole sauce）配火雞和烤玉米。波多黎各的感恩節大餐是以米飯配木豆（arroz con gandules）或者米飯配玉米（arroz con maiz）以及根莖類製成的墨西哥粽（pasteles）作為火雞填料，南瓜椰子焦糖布丁、玉米麵包配香腸、馬鈴薯沙拉、烤白番薯以及西班牙氣泡蘋果酒。古巴裔美國人通常以烤豬肉、米飯、黑豆或腰豆搭配火雞。 素食者會以蔬菜派、填料烤南瓜或豆腐製品當替代的主菜。

## 飲料
感恩節的飲料種類跟配菜一樣繁多，通常取決於賓客的身分和口味。正餐前會先提供酒精飲料或雞尾酒。用餐時，則會提供(蒸餾或有氣泡的) 未發酵的蘋果汁或葡萄酒。美國南方的餐桌上則是以甜茶比較常見。偶爾會配薄酒萊新酒（這種酒每年只供應極短的時間），為了行銷，酒商從1985年起，每年在感恩節前一週販售這種感恩節飲料。